# Кондратьєва (Богдановицький міський округ)
Кондра́тьєва (рос. Кондратьева) — присілок у складі Богдановицького міського округу Свердловської області.
Населення — 38 осіб (2010, 29 у 2002).
Національний склад станом на 2002 рік: росіяни — 86 %.